# Niggas in Paris
A Niggas in Paris (cenzúra miatt: Fellas In Paris vagy Paris; az albumon: Ni**as in Paris) Jay-Z és Kanye West amerikai rapperek kislemeze a Watch the Throne (2011) albumról. A dal feldolgoz egy szintetizátort a Dirty South Bangaz zenei könyvtárból, vokált a Baptizing Scene dalból, amelyet eredetileg Reverend W.A. Donaldson adott elő, a Victoryból, Puff Daddy, The Notorious B.I.G. és Busta Rhymes előadásában és egy dialógus a 2007-es Jégi dicsőségünk filmből. Az album kiadásának dátumán 75. helyen debütált a Billboard Hot 100-on, a legmagasabb helyezése 5. volt. 2018-ra 6,7 millió példány kelt el belőle az Egyesült Államokban. Az 55. Grammy-gálán elnyerte a legjobb rapteljesítmény díjat.

## Háttér

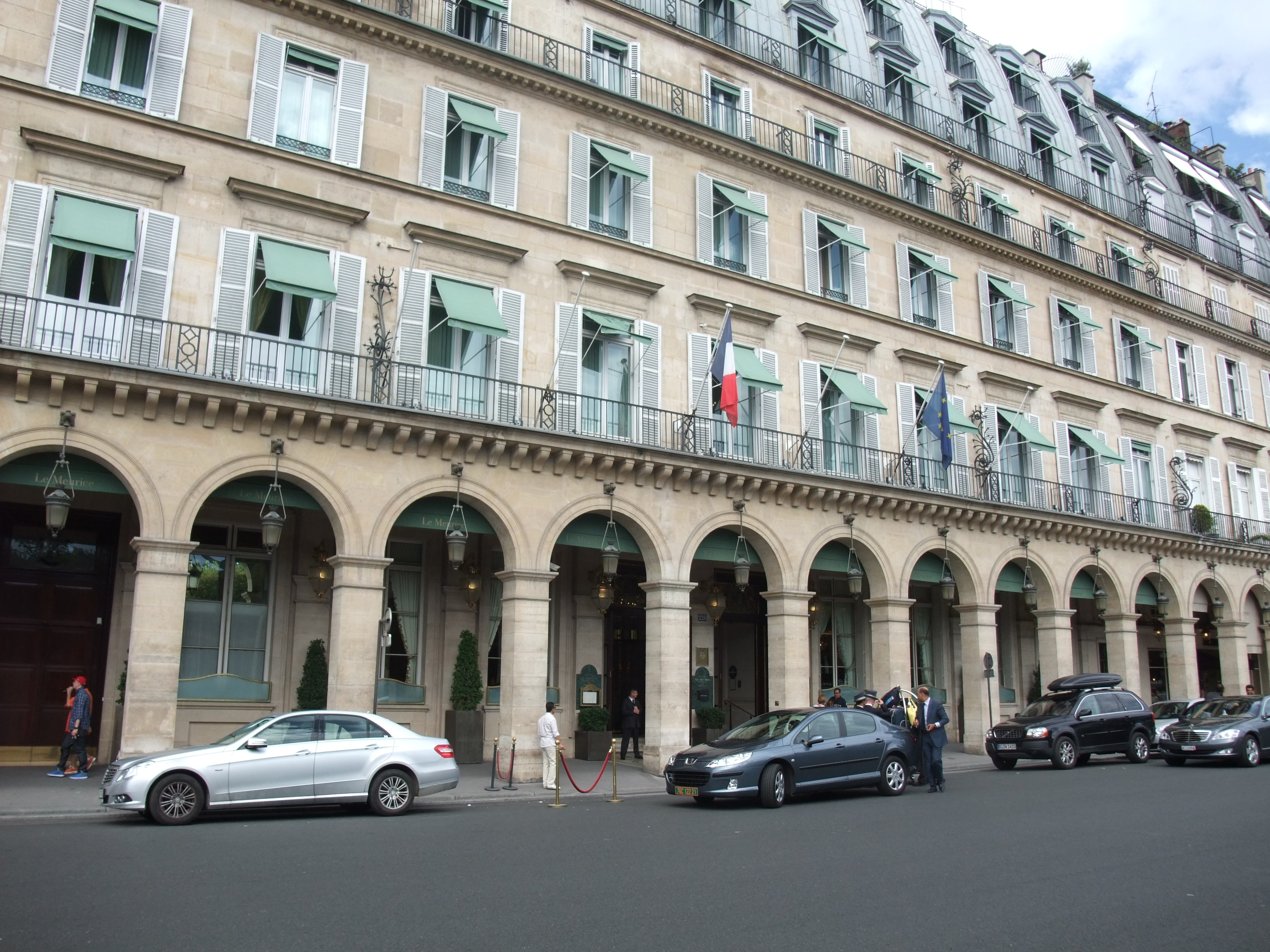
A párizsi hotel, ahol a dalt felvették.

Kanye West elmondta, hogy a dalt párizsi útjai inspirálták.
Én vagyok az, ahol a művészet és profit kereszteződik. A tökéletes pont a gettó és Hollywood között. Jay-Z-vel és Karl Lagerfelddel beszélgettem egy órán belül. Mikor Párizsban öltöztünk ezekbe az őrült ruhákba a divatbemutatókra, Jay-Z-t hallgattunk. Jeezy Párizsban, ez az.

## Koncertfellépések

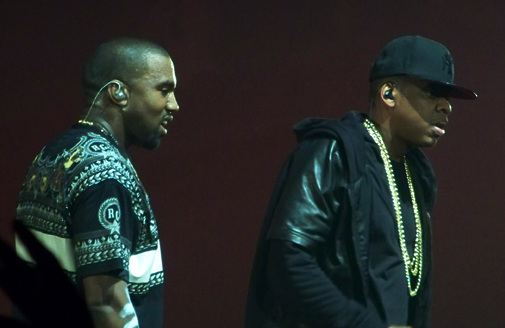
West és Jay-Z a Staples Centerben rendezett koncertjükön

A dalt többször is előadták a Watch the Throne koncertturnén. Az MTV News azt írta, hogy „a dal Will Ferrell-intrója („We’re gonna skate to one song and one song only”) elhozta a pillanatot, amire mindenki várt.” A USA Today hozzáadta, hogy „egy ponton Jay-Z és West előadták a Niggas in Parist az új sláger CD-jükről, a Watch the Throne-ról, amelynek következtében a Philips Aréna úgy rázkódott, ahogy a Hawks mérkőzésein rég nem történt.”
Az első koncerteken a dalt háromszor adták elő. Kanye West és Jay-Z az American Airlines Arénában, Miamiban kezdte el a dalt többször, mint háromszor játszani, amikor ötször adták elő. Hatszor játszották le a bostoni TD Gardenben, 2011. november 21-én, amely akkor rekord volt a turnén. Ezt a The Palace of Auburn Hills-i koncerten döntötték meg, mikor hétszer lehetett hallani a dalt. December 1-én nyolcszor adták elő a United Centerben, Chicagóban.
2011. december 12-én a Staples Centerben (Los Angeles, Kalifornia) kilencszer adták elő a Niggas in Parist, amely mindössze egy napig volt rekord, mikor tízszer játszották le Los Angelesben. A rekordot jelentő december 13-i alkalmat fel is vették az arénában, hogy leforgassák a dal videóklipjét. Előadták a 2011-es Victoria’s Secret Divatbemutatón. A turné utolsó koncertjén, Vancouverben ismét beállították a rekordot tízzel, annak ellenére, hogy több magazin is azt írta, hogy tizenegyszer játszották le.
2012. június 1-én, az első párizsi koncertjükön a duó odaillően megdöntötte a dal rekordját, mikor tizenegyszer lejátszották a Palais Omnisports de Paris-Bercyben. Ók maguk is azt mondták, hogy Los Angelesé volt a rekord korábban, mikor Jay-Z azt állította, hogy: „A rekordot jelenleg LA tartja. [...] De a dalnak nem az a címe, hogy Niggas in Los Angeles [...] Meg kell döntenünk a rekordot és tizenegyre változtatni,” ezzel megszüntetve a híreket, hogy Vancouverben már tizenegyszer játszották volna. A dalt előadták a BBC Radio 1 Hackney Weekend műsorán, 2012. június 23-án, a London 2012 Fesztivál idején.
West előadta a dalt Izraelben a Ramat Gan Stadionban, 2015. szeptember 30-án.

## Közreműködő előadók
Felvételek
- Hôtel Meurice, Párizs.

Előadók, utómunka
- Kanye West – dalszerző, vokál, producer
- Jay-Z – dalszerző, vokál
- Hit-Boy – dalszerző, producer
- Mike Dean – master, dalszerző, producer
- Anthony Kilhoffer – keverés, producer
- Noah Goldstein – felvétel

Feldolgozott munkák
- Felhasznál részleteket a 2007-es Jégi dicsőségünk filmből, a Paramount Pictures engedélyével, és tartalmazza a Baptizing Scene részleteit, Reverend W.A. Donaldson (Alan Lomax 1960-as válogatásalbumáról, a Sounds of the South-ról) szerezte és előadta.

## Slágerlisták
| Slágerlista (2011–2014)                    | Legmagasabb pozíció |
| ------------------------------------------ | ------------------- |
| Ausztrál dallista (ARIA)                   | 66                  |
| Belga dallista (Ultratop 50 Flanders)      | 17                  |
| Belga dallista (Ultratop 50 Wallonia)      | 29                  |
| Brit kislemezlista (OCC)                   | 10                  |
| Brti R&B-lista (OCC)                       | 3                   |
| Dán dallista (Tracklisten)                 | 19                  |
| Dél-Korea Gaon Chart                       | 53                  |
| Francia dallista (SNEP)                    | 28                  |
| Holland dallista (Dutch Top 40)            | 37                  |
| Holland dallista (Single Top 100)          | 28                  |
| Ír dallista (IRMA)                         | 22                  |
| Kanadai dallista (Canadian Hot 100)        | 16                  |
| Német dallista (Official German Charts)    | 40                  |
| Osztrák dallista (Ö3 Austria Top 40)       | 38                  |
| Skót dallista (OCC)                        | 14                  |
| Svájci dallista (Schweizer Hitparade)      | 43                  |
| Svéd dallista (Sverigetopplistan)          | 44                  |
| Szlovák dallista (Singles Digitál Top 100) | 94                  |
| US Billboard Hot 100                       | 5                   |
| US Dance/Mix Show Airplay (Billboard)      | 15                  |
| US Hot R&B/Hip-Hop Songs (Billboard)       | 1                   |
| US Hot Rap Songs (Billboard)               | 1                   |
| US Mainstream Top 40 (Billboard)           | 17                  |
| US Rhythmic (Billboard)                    | 3                   |
| Új-Zéland-i dallista (Recorded Music NZ)   | 38                  |

| Év   | Slágerlista                                  | Pozíció |
| ---- | -------------------------------------------- | ------- |
| 2011 | US Hot R&B/Hip-Hop Songs (Billboard)         | 46      |
| 2012 | Ausztrál urban-dallista (ARIA)               | 46      |
| 2012 | Belga dallista (Ultratop 50 Flanders)        | 41      |
| 2012 | Belga dallista (Ultratop 50 Wallonia)        | 78      |
| 2012 | Kanadai dallista (Canadian Hot 100)          | 54      |
| 2012 | Francia dallista (SNEP)                      | 45      |
| 2012 | Holland dallista (Single Top 100)            | 66      |
| 2012 | Svéd dallista (Sverigetopplistan)            | 68      |
| 2012 | Brit kislemezlista (Official Charts Company) | 31      |
| 2012 | US Billboard Hot 100                         | 40      |
| 2012 | US Hot R&B/Hip-Hop Songs (Billboard)         | 11      |
| 2012 | US Rap Songs (Billboard)                     | 3       |
| 2012 | US Rhythmic (Billboard)                      | 10      |
| 2013 | Ausztrál urban-dallista (ARIA)               | 37      |
| 2013 | Francia dallista (SNEP)                      | 196     |
| 2013 | Brit kislemezlista (Official Charts Company) | 188     |
| 2015 | Ausztrál urban-dallista (ARIA)               | 50      |
| 2016 | Ausztrál urban-dallista (ARIA)               | 30      |

| Slágerlista (2010–19)                | Pozíció |
| ------------------------------------ | ------- |
| US Hot R&B/Hip-Hop Songs (Billboard) | 36      |

## Minősítések
| Régió                          | Minősítés       | Példányszám |
| ------------------------------ | --------------- | ----------- |
| Ausztrália (ARIA)              | 2× Platinalemez | 140 000     |
| Belgium (BEA)                  | Aranylemez      | 15 000      |
| Dánia (IFPI Danmark)           | Aranylemez      | 15 000      |
| Dánia (IFPI Danmark) Streaming | 2× Platinalemez | 3 600 000   |
| Egyesült Államok (RIAA)        | 8× Platinalemez | 8 000 000   |
| Egyesült Királyság (BPI)       | 2× Platinalemez | 650 000     |
| Kanada (Music Canada)          | Platinalemez    | 80 000      |
| Németország (BVMI)             | Platinalemez    | 300 000     |
| Olaszország (FIMI)             | Platinalemez    | 50 000      |
| Svédország (GLF)               | 2× Platinalemez | 80 000      |